# Edens trädgård

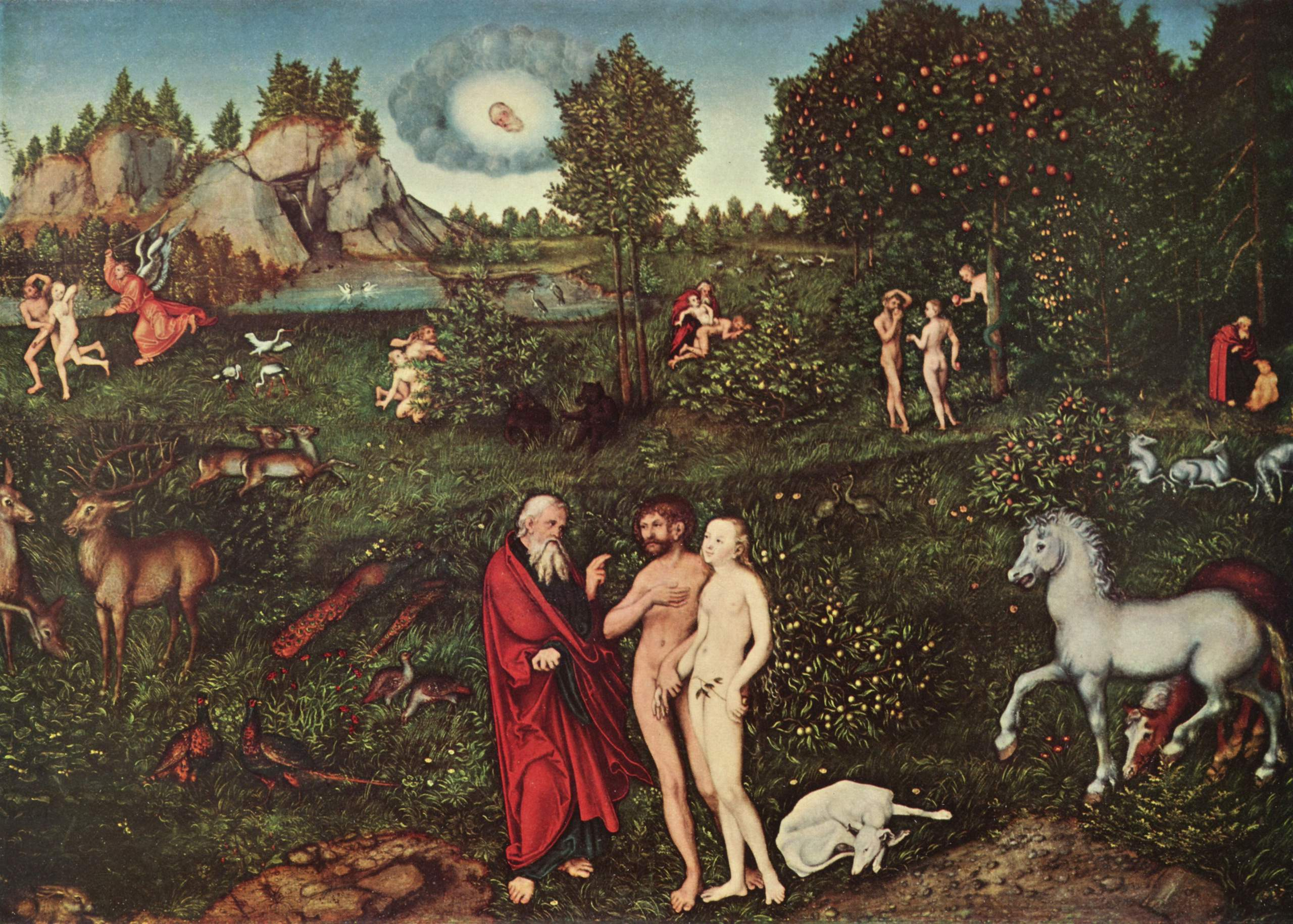
Adam och Eva i Edens trädgård. Målning av Lucas Cranach d.ä. (1530).

Edens trädgård (hebreiska: גַּן עֵדֶן, Gan Eden; arabiska: جنة عدن, Jannat ‘Adn) eller Paradiset var enligt Första Mosebok den lustgård som Gud gav åt de första människorna, Adam och Eva, som Gud skapade till sin avbild och som alla människor härstammar ifrån. I många, framförallt äldre, bibelöversättningar är beteckningen "Edens lustgård". Adam och Eva levde här i en paradisisk tillvaro i gemenskap med Gud. Här rann en ström upp som delade sig i de fyra floderna Pishon, Gihon, Tigris (Hiddekel) och Eufrat (Frat), och som spred livets vatten till de fyra väderstrecken. Detta har gjort att platsen traditionellt lokaliserats till södra delarna av dagens Irak.
Enligt berättelsen i Första Moseboken fördrevs Adam och Eva ur lustgården efter syndafallet. Adam och Eva hade brutit mot Guds förbud mot att äta av frukten från Trädet som gav kunskap om gott och ont (Kunskapens träd). I Första Moseboken kapitel 3 står det om syndafallet och hur skam och rädsla kom in i relationerna mellan Gud, Adam och Eva. När denna enhet bröts så gav Gud en beskrivning av vilka konsekvenser deras olydnad kommer att få och de drevs ut ur trädgården och gick därmed miste om evigt liv och tillgång till livets träd.
Tillgången till livets träd och upprättelsen av syndafallet är ett centralt tema i Nya Testamentet och tillgång till livets träd återkommer bland annat i Bibelns sista bok, Uppenbarelseboken 2:7, 22:2,14,19.

## Hesekielkap 28, 31 & 36
Den här texten, som inte är någon profetia, beskriver händelser vid ca 1000-900-talet f.Kr. och anses av forskare vara äldre än Eden-berättelsen i 1:a Mosebok eftersom skulden i 1:a Mosebok lagts på ormen och kvinnan. Judarna var vid tidpunkten ormdyrkare (Somliga israeliter i forna tider frambar offer åt en kopparorm. Andra från samma nation brände rökelse inför bilder av ”krypande djur”. (Hesekiel 8:10–12; 2 Kungaboken 18:4)) och cirka 4-500 år senare, då Bibeln först nedtecknades, så förkastades detta av de judiska prästerna. Kvinnan i sin tur omskrivs i bibeln på många ställen som orsak till männens misstag och förseelser och därav kom hennes roll till i 1:a Mosebok. Att hela historien om Eden i 1:a Mosebok är instoppad i efterhand är de flesta forskare överens om. Om Hesekiel talar om den tyriske kungen Hiram eller Salomo vet vi inte. Men Salomo påstås vara en sagofigur eftersom hans existens inte finns omnämnd i litteratur utanför Bibeln. Senare i kapitel 28 talar Hesekiel om staden Sidon som bara ligger 32 km från Tyros och då ska Herren förgöra den staden så att folket ska förstå vem det är som bestämmer. Så det mesta pekar på att Hiram, Tyros kung, är Adam och förvisso inte allas vår anfader.
Sorgesång över Tyros kung
Herrens ord kom till mig: Människa! Sjung en sorgesång om Tyros kung.
Så säger Herren Gud: Du var som en dyrbar sigillring. Du var full av vishet och fulländat skön. I Eden, Guds trädgård, bodde du. Du var höljd i ädelstenar av alla de slag: karneol, topas och kalcedon, krysolit, onyx och jaspis, safir, rubin och smaragd. Av guld var dina smycken och prydnader, gjorda åt dig den dag du blev skapad. Du var en kerub som jag hade smort och satt till beskyddare. På det heliga gudaberget bodde du. Där gick du bland gnistrande stenar. Du var oförvitlig i allt vad du gjorde, från den dag du blev skapad till dess att orätt kom i dagen hos dig. Din vidlyftiga köpenskap drev dig till våld och synd. Då förvisade jag dig från gudaberget och jagade bort dig, beskyddande kerub (eg. tempelvakt), från de gnistrande stenarna. Din skönhet gjorde dig högmodig, och du förödde din vishet och storhet. Då kastade jag dig ner till marken och lämnade dig att beskådas av andra kungar. Med otaliga synder och orättfärdig köpenskap vanhelgade du dina tempel. Då lät jag eld slå ut från dig, och den förtärde dig. Inför allas ögon blev du till aska på marken. Alla folk som kände dig grips av fasa för din skull. Du har blivit en skräcksyn. Det är för alltid slut med dig. (Tolkas även en kerub/ängel som sedan blev djävulen.)
Tanken på ett evigt liv för människan återkommer sedan i bland annat Nya Testamentet, men första möjligheten till evigt liv gick henne ur händerna i och med fördrivningen ur Edens trädgård.
En liknande berättelsen om Eden finns i den äldre berättelsen om Dilmuns trädgård, i den sumeriska mytologin.

### Fotnoter
1. ↑  ”Edens lustgård torkar ut”. Sydsvenskan. 7 juli 2009. Arkiverad från originalet den 10 december 2015. https://web.archive.org/web/20151210185752/http://www.sydsvenskan.se/varlden/edens-lustgard-torkar-ut/. Läst 2 december 2015.
2. ↑  ”Who is the King of Tyre? Ezekiel 28 - Read the Hard Parts” (på engelska). readthehardparts.com. 26 juni 2020. https://readthehardparts.com/king-of-tyre-ezekiel-28/. Läst 8 april 2024.